# Daniel McCray
Daniel McCray (* 2. Januar 1986 in Speyer) ist ein deutscher ehemaliger Footballspieler und jetziger -trainer.

## Laufbahn
McCray, der zuvor die Sportarten Fußball, Handball und Basketball ausübte, spielte von 2000 bis 2002 im Nachwuchsbereich der Heidelberg Bulls, er wurde sowohl in die baden-württembergische Jugendauswahl als auch die deutsche Juniorennationalmannschaft berufen. Ab 2003 gehörte er den Weinheim Longhorns an, dort gelang ihm der Sprung in die Herrenmannschaft, mit der er in der höchsten deutschen Spielklasse GFL antrat. 2010 stand er in Diensten der Marburg Mercenaries. Zu Beginn der 2011er Saison gehörte er zur Mannschaft der Saarland Hurricanes, wechselte aber Ende Mai 2011 zu den Rhein-Neckar Bandits nach Mannheim. Er blieb dort bis 2013, zur Spielzeit 2014 schloss sich der 1,80 Meter messende, als Linebacker eingesetzte McCray den Schwäbisch Hall Unicorns an und spielte bis zu seinem Laufbahnende 2018 für die Mannschaft. 2014, 2015 und 2016 stand er mit Schwäbisch Hall im Endspiel um die deutsche Meisterschaft, verlor aber jeweils gegen die Braunschweig Lions. 2017 und 2018 wurde er mit der Mannschaft deutscher Meister.
Mit der deutschen Nationalmannschaft gewann McCray 2010 und 2014 die Europameisterschaft. Sein Bruder David spielte in der Basketball-Bundesliga.
Nach seiner Spielerkarriere widmete sich McCray der Trainertätigkeit: Er wurde Cheftrainer des Landesligistens Heidelberg Hunters und 2021 zusätzlich bei der deutschen Nationalmannschaft für die Betreuung der Spieler der Linebacker-Position zuständig. 2021 führte McCray die Heidelberger zum Aufstieg in die Oberliga.